# Şirin Hatun
Şirin Hatun (Turco ottomano: شیریں خاتون, lett. "la dolce"; 1447 circa – Bursa, circa 1521) è stata una concubina e una consorte del sultano ottomano Bayezid II.

## Biografia
Il suo nome, la sua data di nascita e la sua provenienza sono ignote. Entrò nell'harem di Bayezid come concubina intorno al 1462, quando era ancora Şehzade e governatore di Amasya.
Diventata una delle favorite, diede alla luce una figlia e un figlio: Aynışah Sultan e in seguito Şehzade Abdullah, rispettivamente primogenita e primo figlio maschio di Bayezid. Come madre del primo erede, ebbe diritto al rango di Baskadin (capo consorte), che la pose al di sopra di tutte le altre concubine dell'harem e che mantenne fino alla morte del figlio.
Interrotta la relazione sessuale con il principe, secondo il principio vigente all'epoca secondo cui una concubina già madre di un maschio non doveva avere altri figli, nel 1467 circa Şirin, come da tradizione, lasciò l'harem per seguire il figlio quando gli venne assegnato un incarico come governatore, accompagnandolo prima a Manisa, poi a Trebisonda, poi di nuovo a Manisa e infine a Konya.
Şirin era attiva nella carità, e con le rendite assegnatele dal sultano in quanto madre reale costruì due madrase (scuole coraniche), una a Bursa e una a Mihalic, e due moschee, una a Eynesil e una, la "Moschea Hatuniye", a Trebisonda.
L'11 giugno 1483 suo figlio morì di cause naturali e Şirin, perso il suo status, fu costretta da protocollo a ritirarsi a Bursa, dove usò la sua ricchezza per costruire un mausoleo per il figlio nel Complesso Muradiye, dove vennero poi sepolte anche lei stessa e la figlia. Morì a Bursa intorno al 1521.

## Discendenza
Da Bayezid II, Şirin ebbe una figlia e un figlio:
- Aynişah Sultan (Amasya, 1463 - Bursa, 1514). Primogenita di Bayezid. Sposò suo cugino, Sultanzade Ahmed Bey nel 1490 ed ebbe con lui due figlie, Hanzade Hanimsultan e Neslihah Hanımsultan, e un figlio, Sultanzade Zeyneddin Bey.
- Şehzade Abdüllah (Amasya, 1465 - Konya, 11 giugno 1483). Primo figlio maschio di Bayezid, morì per cause sconosciute e fu sepolto a Bursa. Nel 1480 sposò sua cugina Nergiszade Ferahşad Sultan (figlia di Şehzade Mustafa, anche nota come Nergisşah Ferahşah, sepolta nel mausoleo di Şirin a Bursa), da cui ebbe un figlio e due figlie: 
  - Şehzade Fülan (1481- 1489).
  - Aynışah Sultan (1482 - 1540), sposò Ahmed Pasha. Sepolta nel mausoleo di Şirin a Bursa.
  - Şahnisa Sultan (1484, nata postuma - 1540), sposò prima suo cugino Şehzade Mehmed Şah (morto nel 1512, figlio di Şehzade Şehinşah), e poi Mirza Mehmed Pasha (morto nel 1517, che in precedenza era stato sposato con sua zia Fatma Sultan), da cui ebbe un figlio, Sultanzade Şemsi Ahmed Pasha, e infine Nuri Bey.